# Videoclub (banda)
Videoclub fue un dúo francés de electropop y synthpop proveniente de la ciudad de Nantes, formado en 2018. La agrupación musical compuesta por Adèle Castillon (voz, teclados) y Matthieu Reynaud (voz, teclados, guitarra eléctrica, caja de ritmos y batería electrónica), y sus letras eran principalmente en francés y ocasionalmente en inglés.

## Historia
El dúo se formó en la ciudad de Nantes en junio de 2018, por la actriz y youtuber originaria de Angers Adèle Castillon y el compositor de Amiens, Matthieu Reynaud. Su estilo musical es principalmente electropop, con un aire retro y una fuerte influencia de los años 80.
El primer sencillo de la banda, titulado «Amour Plastique», sería producido por el padre de Matthieu, Régis Reynaud, cosechando un notable éxito y siendo certificado disco de oro en México el 28 de enero de 2021. El 11 de abril de 2019 tendría lugar el primer concierto de Videoclub en Nantes, seguido de una gira musical durante el verano del mismo año. Adèle Castillon y Matthieu Reynaud actuaron en múltiples festivales como el Unaltrofestival de Milán y en el Delta Festival de Marsella, así como en el festival Cabourg mon amour.
El 9 de octubre de 2020 harían su primera colaboración internacional, con el tema «Enfance 80» junto a la cantante española Natalia Lacunza. El 29 de enero de 2021 fue lanzado el primer y único álbum de Videoclub, titulado Euphories. El 31 de marzo de 2021, el dúo anunciaría su separación después de tres años de noviazgo, haciendo pública la ruptura entre Reynaud y Castillon mediante la publicación del último videoclip de la banda, titulado «SMS».A finales de 2023, «Amour Plastique» fue usado extensivamente en memes sobre Napoleón Bonaparte (coincidiendo con el lanzamiento del filme Napoleon en noviembre del mismo año). Estos memes comúnmente usaban la frase «No hay nada que podamos hacer» y mostraban imágenes de Napoleón durante su exilio en Santa Elena, lugar donde estaría imprisionado desde 1815 hasta su muerte a la edad de 51 en 1821.

## Discografía

### Álbumes
- Euphories (2021), Petit Lion Productions

### Sencillos
| Título                                                                              | Año  | Posiciones | Posiciones | Álbum     |
| Título                                                                              | Año  | FRA        | BEL        | Álbum     |
| ----------------------------------------------------------------------------------- | ---- | ---------- | ---------- | --------- |
| «Amour plastique»                                                                   | 2018 | —          | —          | Euphories |
| «Roi»                                                                               | 2018 | —          | —          | Euphories |
| «En nuit»                                                                           | 2019 | 98         | 44         | Euphories |
| «What Are You So Afraid Of» (cover de XXXTentacion)                                 | 2019 | —          | —          | Euphories |
| «Mai»                                                                               | 2019 | —          | —          | Euphories |
| «Enfance 80»                                                                        | 2020 | 76         | —          | Euphories |
| «Enfance 80» (con Natalia Lacunza)                                                  | 2020 | —          | —          | Euphories |
| «Euphories»                                                                         | 2020 | —          | 34         | Euphories |
| «—» denota una publicación que no entró en las listas o que el dato es desconocido. |      |            |            |           |